# Berechja
Berechja (hebrejsky בֶּרֶכְיָה, v oficiálním přepisu do angličtiny Berekhya) je vesnice typu mošav v Izraeli, v Jižním distriktu, v Oblastní radě Chof Aškelon.

## Geografie
Leží v nadmořské výšce 44 metrů v pobřežní nížině, v regionu Šefela. Podél západní strany obce protéká vádí Nachal Evta.
Obec se nachází 6 kilometrů od břehu Středozemního moře, cca 46 kilometrů jihojihozápadně od centra Tel Avivu, cca 58 kilometrů jihozápadně od historického jádra Jeruzalému a 5 kilometrů východně od města Aškelon. Berechji obývají Židé, přičemž osídlení v tomto regionu je etnicky převážně židovské.
Berechja je na dopravní síť napojena pomocí lokální silnice číslo 3500, jež jižně od vesnice ústí do dálnice číslo 35.

## Dějiny
Berechja byla založena v roce 1950. Zakladateli mošavu byli Židé z Tuniska respektive z ostrova Džerba. V obci funguje zdravotní středisko, obchod a základní náboženská škola.

## Demografie
Podle údajů z roku 2014 tvořili naprostou většinu obyvatel v Berechji Židé (včetně statistické kategorie "ostatní", která zahrnuje nearabské obyvatele židovského původu ale bez formální příslušnosti k židovskému náboženství).
Jde o menší obec vesnického typu s dlouhodobě rostoucí populací. K 31. prosinci 2014 zde žilo 1181 lidí. Během roku 2014 populace klesla o 0,4 %.
| Rok            | 1961 | 1972 | 1983 | 1995 | 2001 | 2003 | 2004 | 2005 | 2006 | 2007 | 2008 | 2009 | 2010 | 2011 | 2012 | 2013 | 2014 |
| -------------- | ---- | ---- | ---- | ---- | ---- | ---- | ---- | ---- | ---- | ---- | ---- | ---- | ---- | ---- | ---- | ---- | ---- |
| Počet obyvatel | 639  | 761  | 626  | 684  | 792  | 868  | 893  | 901  | 921  | 943  | 963  | 1095 | 1096 | 1133 | 1159 | 1186 | 1181 |